# Стрезово
Стрезово (грч. Αργυρούπολη, Агируполи) је насељено место у општини Кукуш у периферији Средишња Македонија, Грчка. Према попису из 2021. године било је 260 становника.
Према бугарском географу и историчару, Василу Канчову, у Стрезову је 1900. године живело 135 Словена хришћана и 20 Рома. Током Другог балканског рата село је настрадало од грчке војске а део становништва је протеран. После рата 1913. године село је имало 63 становника. Године 1924. преостали мештани су принудно исељени у Бугарску (36 особа), а на њихово место су насељене грчке избеглице. На попису из 1928. године Стрезово је имало 259 становника.